# Eustegasta poecila
Eustegasta poecila är en kackerlacksart som först beskrevs av Hermann Rudolph Schaum 1853.  Eustegasta poecila ingår i släktet Eustegasta och familjen jättekackerlackor. Inga underarter finns listade i Catalogue of Life.